# Irische Schrift

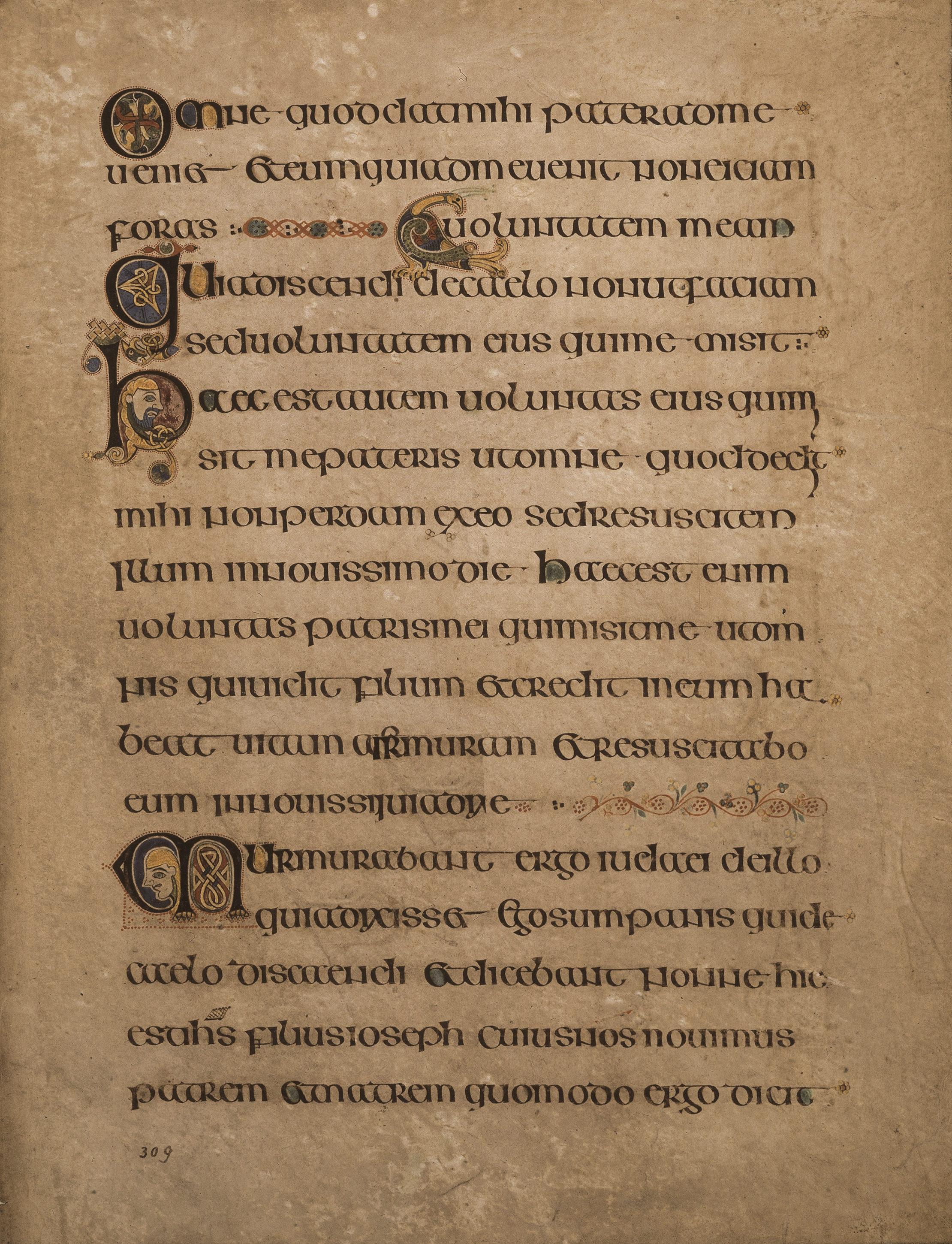
Irische Rundschrift im Book of Kells

Die irische Schrift (irisch cló Gaelach) zählt mit den sonstigen keltischen Schriften und der angelsächsischen Schrift zu den insularen Schriften, unter denen sie die älteste ist. Es handelt sich um eine Gruppe von Schriften, die im Frühmittelalter im insularen Raum geschaffen wurden und auch auf dem Kontinent Verbreitung fanden. 

## Entstehung
Die irische Schrift ist auf der Grundlage einer lateinischen Minuskel, der Halbunziale, und in geringerem Maß der Unziale gebildet worden. Der Grund für den überwiegenden Einfluss der Halbunziale ist, dass sie die Schrift der weitaus meisten Codices war, die von den Missionaren, die Irland im 5. Jahrhundert christianisierten, aus Gallien mitgebracht wurden. Irland hatte nie zum Römischen Reich gehört und trat erst mit dem Eindringen des Christentums in den vom lateinischen Schriftwesen geprägten Kulturkreis ein. Die Bücher, die im Zuge der Christianisierung nach Irland kamen, waren Bibeln oder enthielten liturgische, exegetische, dogmatische oder kirchenrechtliche Texte. Sie waren kalligraphisch geschrieben. Die Basis für die Entstehung der irischen Schrift bildeten somit nicht kursiv geschriebene Schriftstücke des Geschäftsverkehrs, sondern kostbare Handschriften in halbunzialer Buchschrift. Der Beginn der irischen Schrift fällt wohl in die zweite Hälfte des 6. Jahrhunderts, doch die ältesten Schriftdenkmäler, Wachstafeln aus einem irischen Torfmoor, sind wahrscheinlich erst im frühen 7. Jahrhundert entstanden.

## Aussehen und Verbreitung

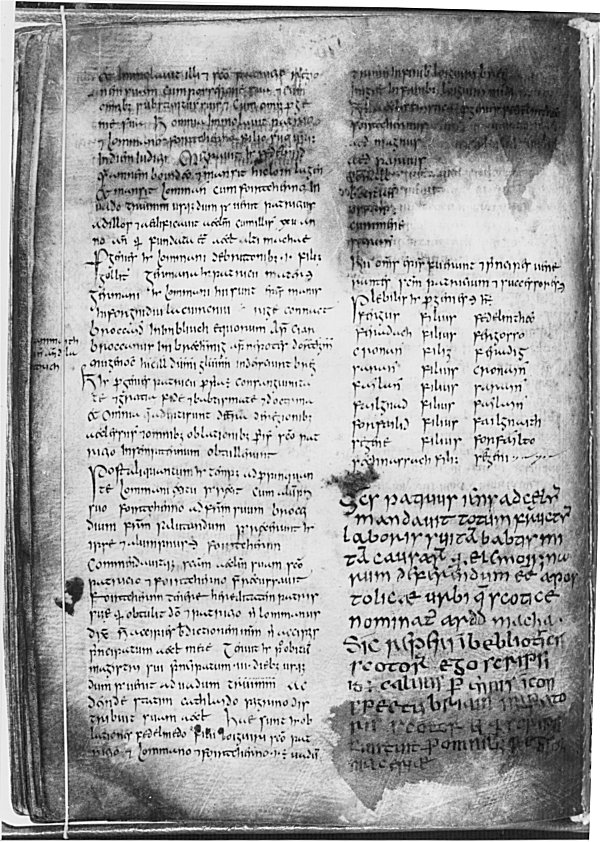
Irische Spitzschrift im Book of Armagh

Die älteste Form der irischen Schrift ist eine Halbunziale, die als „irische Rundschrift“ oder „insulare Rundschrift“ bezeichnet wird. Sie unterscheidet sich von der kontinentalen Halbunzialen durch die stark ausgeprägten Rundungen, die Verstärkung der Spitzen der Oberlängen und der geraden Striche der Mittelbuchstaben durch dreieckige, spachtelförmige Ansätze, die geringe Ausdehnung der Oberlängen und die starke Ausbiegung der Schäfte von b, d, h und l. Das Schriftbild ist gedrungen, man sprach von litterae tunsae („geschorenen Buchstaben“). Die Rundschrift ist vor allem in Prachthandschriften anzutreffen. Im 7. Jahrhundert wurde die „Spitzschrift“ oder „insulare Minuskel“ entwickelt, die Platz sparte und ein zügigeres Schreiben ermöglichte. Sie schwächte die Eigentümlichkeiten der Rundschrift stark ab; die dreieckigen Ansätze sind weniger ausgeprägt. Die Buchstaben der Spitzschrift sind schmaler und meist enger zusammengedrängt als die der Rundschrift und oft sehr klein; die Unterlängen laufen in feine Spitzen aus. Ligaturen und Abkürzungen sind häufig. Die Iren entwickelten in der Spitzschrift ein besonderes, charakteristisches Abkürzungswesen. Texte in irischer Sprache wurden fast ausschließlich in Spitzschrift geschrieben. Ab dem 9. Jahrhundert wurde die Rundschrift zunehmend seltener verwendet, vom 12. Jahrhundert an überhaupt nicht mehr. Die Spitzschrift hingegen blieb das ganze Mittelalter hindurch erhalten.
Von den in Rundschrift geschriebenen Prachthandschriften ist das um 800 entstandene Book of Kells die bekannteste. Ein Beispiel für Spitzschrift bietet das zu Beginn des 9. Jahrhunderts geschriebene Book of Armagh.
Das irische Schriftwesen breitete sich weit über sein Entstehungsgebiet hinaus aus. Durch die irische Mission in Northumbrien ab 634 und durch den jahrelangen Aufenthalt vieler Angelsachsen in Irland gelangte es nach Britannien. Es entwickelte sich eine irisch-northumbrische Kalligraphie und Buchkunst. Ab dem Ende des 6. Jahrhunderts brachten irische Mönche ihre Schrift aufs Festland ins Fränkische Reich. Durch die von irischem Einfluss geprägten festländischen Skriptorien verbreitete sich das irische Schriftwesen im heutigen Frankreich, im deutschsprachigen Raum und in Oberitalien.

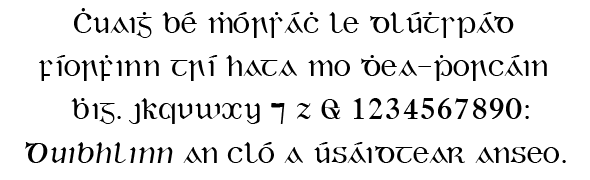
Beispieltext im Font Dubhlinn

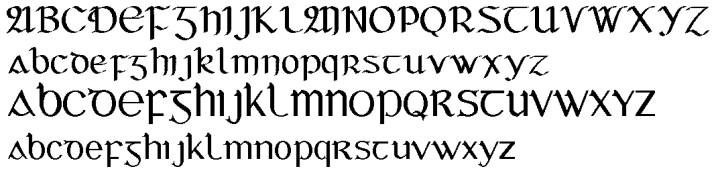
Beispiele irischer Druckschriften: Moderne Druckversion der irischen Schrift einschließlich der nur in Fremdwörtern gebrauchten Buchstaben j, k, q, v, w, x, y und z, ohne insulare Langformen der Kleinbuchstaben r und s

Die Verwendung der irischen Schrift im Buchdruck begann 1571 mit einer Type, die im Auftrag der englischen Königin Elisabeth I. für den Druck eines anglikanischen Katechismus angefertigt wurde („Queen Elizabeth’s Type“, cló Éilíseach). Eine weitere Type schufen katholische Mönche, die im Exil in Belgien lebten. Ab dem 17. Jahrhundert galt die irische Schrift als Symbol für den Willen zur Wahrung der kulturellen Eigenständigkeit Irlands. Bis ins 20. Jahrhundert wurde sie als übliche Druckschrift für Texte in irischer Sprache verwendet. Heute wird sie fast ausschließlich für dekorative Zwecke gebraucht. 
In der irischen Druckschrift werden lenierte Konsonanten nicht wie in moderner Antiqua durch ein nachgestelltes h, sondern durch einen Überpunkt (ponc séimhithe) gekennzeichnet, der aus dem punctum delens (Tilgungspunkt bei Schreibfehlern) mittelalterlicher Handschriften hervorging, das heißt: ḃ ċ ḋ ḟ ġ ṁ ṗ ṡ ṫ statt bh, ch, dh, fh, gh, mh, ph, sh, th; beispielsweise amaċ statt amach (irisch für „heraus“). Dies wird durch das Fehlen der Oberlängen bei den entsprechenden irischen Graphemzeichen erleichtert. Kennzeichnend für die irische Druckschrift ist auch die häufige Verwendung des tironischen et ⁊ zur verkürzten Schreibung des Wortes agus (irisch für „und“). 